# Maison de l'Europe de Paris
 (juin 2021).
La Maison de l'Europe de Paris est une association qui forme et informe sur la citoyenneté européenne, située dans le Pavillon de l'eau, 77 avenue de Versailles (16e arrondissement de Paris).
L’actuel président de la Maison de l'Europe de Paris est Michel Derdevet, élu le 3 février 2021.
Catherine Lalumière, présidente de l'association de 2003 à 2021, est désormais présidente d'honneur de l'association.

## Histoire
En 1978, la mairie de Paris acquiert l'hôtel de Coulanges (4e arrondissement de Paris) et y installe la Maison de l'Europe de Paris. De 2017 à 2024, elle est située à l'hôtel Haviland, 29 avenue de Villiers (17e arrondissement de Paris). En 2024, elle déménage au Pavillon de l'eau (16e arrondissement de Paris).

## Missions de la Maison de l'Europe de Paris
La Maison de l'Europe de Paris a comme mission principale de permettre aux Parisiens et Franciliens de vivre l’Europe au quotidien, en leur offrant des services et en favorisant des rencontres avec des Européens des différents pays membres ou partenaires de l’Union européenne.
Elle est un point de rencontre pour tous ceux qui éprouvent le besoin de débattre des dossiers européens sans être nécessairement des spécialistes.
Maison pour la citoyenneté européenne, la Maison de l’Europe est ouverte à tous, de tous âges et de toutes nationalités.
La Maison de l'Europe de Paris est née en 1956. Elle est aujourd’hui domiciliée au 77 avenue de Versailles. Ces monuments historiques, propriétés de la Ville de Paris, ont été la toile de fond de débats et travaux sur les enjeux les plus contemporains et le sont toujours.

## Mises en débat et participation
Œuvrant pour une citoyenneté européenne active et inclusive, la Maison de l'Europe de Paris explore le sens et l’avenir du projet européen dans une perspective plurielle et ouverte. Son programme se concentre sur l’Europe, ses institutions, ses frontières, sa place dans le monde, avec une importance donnée à la citoyenneté et à la participation politique, à la diversité, aux pratiques interculturelles, ainsi qu’aux enjeux économiques, sociaux et environnementaux.
Des débats, des conférences et des séminaires, réunissant des intervenants, mettent en discussion, sur la base d’une information claire, problèmes de fond et thèmes d’actualité. Ils favorisent l’appropriation par tous des termes du débat.
Différentes manifestations sont menées en partenariat avec des associations, des syndicats, des organisations professionnelles, des opérateurs culturels, des universités ou des établissements scolaires.
La Maison de l'Europe de Paris associe régulièrement à des projets d’envergure européenne des partenaires de différents pays.
La Maison de l'Europe de Paris participe notamment à la Journée de l'Europe, le 9 mai chaque année.
Sur les mêmes priorités, la Maison de l'Europe de Paris s’ouvre à diverses formes d’expression artistique.

## Information, sensibilisation
Le Centre d’information  EUROPE DIRECT est un lieu convivial d’information ouvert au grand public.
La Maison de l’Europe de Paris organise chaque année des évènements grand public, notamment la fête de l’Europe sur le parvis de l’Hôtel-de-Ville, avec la mairie de Paris et le soutien de la Commission européenne.
Elle anime également un Club Erasmus, où des étudiants étrangers se réunissent autour de différentes activités : cinéma, théâtre, musique, visites culturelles, etc.
Des animations et des formations sont organisées par la Maison de l'Europe, avec des partenaires qualifiés, à destination des jeunes, des enseignants et d’autres publics relais.
| Présidents                    | Prise de fonctions       | Fin de mandat |
| ----------------------------- | ------------------------ | ------------- |
| Michel Derdevet               | Depuis le 3 février 2021 |               |
| Catherine Lalumière           | 2003                     | 2021          |
| Michel Junot                  | 1978                     | 2003          |
| François Seydoux de Clausonne | 1971                     | 1978          |
| Roger Reynaud                 | 1967                     | 1971          |
| Maurice Schumann              | 1966                     | 1967          |
| André François-Poncet         | 1956                     | 1966          |